# Derby (Colorado)
Derby è un centro abitato (census-designated place) degli Stati Uniti d'America, situato nella contea di Adams dello stato del Colorado. Nel censimento del 2000 la popolazione era di 6.523 abitanti.

## Geografia fisica
Secondo i rilevamenti dell'United States Census Bureau, Derby si estende su una superficie di 4,2 km².